# Kyrkolärare

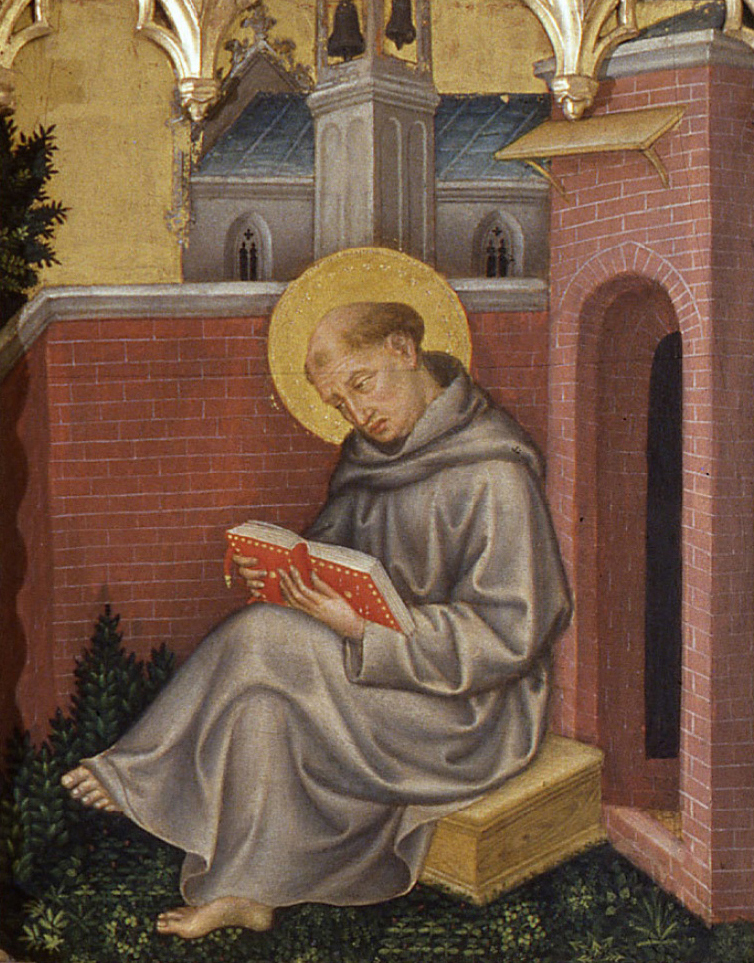
Kyrkoläraren Thomas av Aquino

Kyrkolärare (doctor ecclesiæ), är inom den katolska kyrkan beteckning för de främsta auktoriteterna inom kyrkan, delvis sammanfallande med kyrkofäderna.
Doktorerna är teologer inom katolska kyrkan, vilkas verk varit av stor och grundläggande betydelse för hela katolska kyrkan. Benämningen är officiell, och det tillkommer endast påven eller ett ekumeniskt koncilium att ge någon värdigheten. Denna värdighet är mindre vanlig än helgonförklaring, och tillkommer endast personer postumt och efter kanonisering. Hittills har inget ekumeniskt koncilium utnämnt någon till doktor av kyrkan.
Ursprungligen innehade endast Gregorius I, Ambrosius av Milano, Augustinus och Hieronymus titeln som instiftades 1298. De östliga doktorerna Athanasios, Basileios den store, Johannes Chrysostomos, och Gregorios av Nazianzos erhöll värdigheten 1568 tillsammans med Thomas av Aquino. Bland de 5 senaste som erhållit titeln har 4 varit kvinnor.
Doktorernas arbeten varierar i innehåll och form. Somliga har främst skrivit epistlar, och andra varit mystiker, systematiska teologer, biografiförfattare, och försvarare av kristendomen mot kätterska läror. Romersk-katolska kyrkan har för närvarande trettiofem doktorer. Nedan anges jämte namnet året för utnämningen. Doktorer med asterisk blev även utnämnda av östliga kyrkan, men trots att de innehar en särställning i ortodoxa kyrkan i dag, saknar den kyrkan motsvarande benämning.
- Gregorius I - 1298 *
- Ambrosius av Milano - 1298 *
- Augustinus - 1298 *
- Hieronymus - 1298 *
- Johannes Chrysostomos - 1568 *
- Basileios den store - 1568 *
- Gregorios av Nazianzos - 1568 *
- Athanasios - 1568*
- Thomas av Aquino - 1568
- Bonaventura - 1588
- Anselm av Canterbury - 1720
- Isidor av Sevilla - 1722 *
- Petrus Chrysologus - 1729 *
- Leo I - 1754 *
- Petrus Damiani - 1828
- Bernhard av Clairvaux - 1830
- Hilarius av Poitiers - 1851 *
- Alfonso dei Liguori - 1871
- Frans av Sales - 1877
- Kyrillos av Alexandria - 1883 *
- Kyrillos av Jerusalem - 1883 *
- Johannes från Damaskus - 1883 *
- Beda venerabilis - 1899 *
- Efraim syriern - 1920 *
- Petrus Canisius - 1925
- Johannes av Korset - 1926
- Roberto Bellarmino - 1931
- Albertus Magnus - 1931
- Antonius av Padua - 1946
- Laurentius av Brindisi - 1959
- Teresa av Ávila - 1970
- Katarina av Siena - 1970
- Thérèse av Jesusbarnet - 1997
- Johannes av Ávila - 2012
- Hildegard av Bingen - 2012
- Gregorios av Narek - 2015